# José Rivera "Riverita"
José Rivera Pérez, apodado «Riverita» (Barbate, Cádiz; 24 de febrero de 1947-Barbate, Cádiz; 22 de enero de 2021) fue un torero español.

## Biografía
Hijo del novillero Antonio Rivera Alvarado y de Agustina Pérez Núñez (Tarifa, 1922–1977). Se crio en Barbate, y allí tuvo lugar su debut en 1962. 
En 1965 intervino en su primera novillada en la plaza de toros de Madrid. Tomó la alternativa como matador de toros, en El Puerto de Santa María el 1 de septiembre de 1967, actuando como padrino Miguelín y de testigo Diego Puerta. Se retiró de los ruedos en 1970, participando posteriormente en algún evento esporádico. 
Hermano del torero Francisco Rivera "Paquirri" y tío del DJ Kiko Rivera y de los también matadores Francisco y Cayetano Rivera Ordóñez y José Antonio Canales Rivera.
Falleció en su domicilio el 22 de enero de 2021, a causa de haber padecido cáncer.